# Gerrit Fikkert (jurist)
Gerrit Fikkert (Goor, 21 oktober 1911 – Apeldoorn, 5 november 2008) was een Nederlands jurist en politicus.
Hij is in 1935 afgestudeerd in de rechten aan de Rijksuniversiteit Leiden en werd daarna waarnemend griffier bij de rechtbank in Den Haag en eind 1936 volgde zijn benoeming tot griffier van het Hof van Justitie van Suriname. In 1942 werd hij lid van dat hof. Het Surinaamse parlement, de Staten van Suriname, bestond toen uit tien gekozen leden en vijf door de gouverneur benoemde leden. Rond 1942 werd Fikkert door gouverneur J.C. Kielstra benoemd tot Statenlid en hij werd daar tevens ondervoorzitter. In juli 1943 liet Kielstra het Statenlid Wim Bos Verschuur interneren waarop bijna alle andere gekozen leden, waaronder de voorzitter J.W. del Prado, aftraden. In oktober van dat jaar werd Fikkert de voorzitter van de Staten van Suriname welke functie hij in april 1944 opgaf waarna de intussen herkozen Del Prado weer statenvoorzitter werd.
Eind 1946 werd Fikkert benoemd tot advocaat-fiscaal bij het bijzondere gerechtshof in Arnhem. In die functie eiste hij 20 jaar gevangenisstraf tegen Friedrich Christiansen die tijdens de Duitse bezetting Wehrmachtsbefehlshaber in den Niederlanden was geweest. In 1947 werd hij daarnaast rechter bij de rechtbank in Arnhem en in eind 1950 werd Fikkert benoemd tot lid van het Hof van Justitie der Nederlandse Antillen welke functie hij vijf jaar zou vervullen voordat hij naar Nederland terugkeerde. In 1957 werd Fikkert raadsheer in het gerechtshof van Amsterdam en in 1965 werd hij daar vicepresident. In 1969 volgde zijn benoeming tot raadsheer bij de Hoge Raad der Nederlanden. Eind 1978 werd hij nog raadsheer-plaatsvervangerin het gerechtshof van Den Haag.
Eind 2008 overleed Fikkert op 97-jarige leeftijd.